# 小西石棺墓群
小西石棺墓群，位于中国吉林省磐石市吉昌镇，为一个省级文物保护单位，类型为古墓葬，公布时间为1981年4月20日。该文物保护单位由磐石市文管所管理。
小西石棺墓群的历史年代为原始社会。